# Feusisberg
Feusisberg est une commune suisse du canton de Schwytz, située dans le district de Höfe.

## Géographie

Vue aérienne (1953).

Selon l'Office fédéral de la statistique, Feusisberg mesure 17,51 km2.

## Démographie
Selon l'Office fédéral de la statistique, Feusisberg compte 5 613 habitants en 2023. Sa densité de population atteint 321 hab./km2.
Le graphique suivant résume l'évolution de la population de Feusisberg entre 1850 et 2008 :

## Monuments et curiosités
L'église paroissiale Saint-Jacques a été construite entre 1780 et 1785. Des formes sinueuses marquent la transition entre la nef et le chœur selon le modèle des architectes Singer et Purtschert.

## Divers
L'équipe de Suisse de Football prend ses quartiers à Feusisberg avant chaque rendez-vous international.